# Strophanthus gratus
Strophanthus gratus är en oleanderväxtart som först beskrevs av Nathaniel Wallich och Hook., och fick sitt nu gällande namn av Henri Ernest Baillon. Strophanthus gratus ingår i släktet Strophanthus och familjen oleanderväxter. Inga underarter finns listade i Catalogue of Life.